# 东方日升
东方日升新能源股份有限公司（深交所：300118，简称：东方日升）是中国一家新能源上市企业，于2002年注册成立创立于浙江省宁波市宁海县，注册资本11.4亿元，其产品包括光伏并网发电系统、光伏独立供电系统、太阳能电池片、组件等。